# 璩光嶽
璩光嶽（？—1615年），字山仲，號三谷，江西建昌府新城县人，明朝政治人物。

## 生平
万历二十八年（1600年）庚子科江西乡试舉人，三十二年（1604年）甲辰科进士，兵部觀政，三十三年授归州知州，三十四年调光州，四十年補汝州，四十二年升兵部職方司员外，四十三年卒。著有《石波館集》。